# 4081 Тіппетт
4081 Тіппетт (4081 Tippett) — астероїд головного поясу, відкритий 14 вересня 1983 року.
Тіссеранів параметр щодо Юпітера — 3,533.